# Организация исламской пропаганды

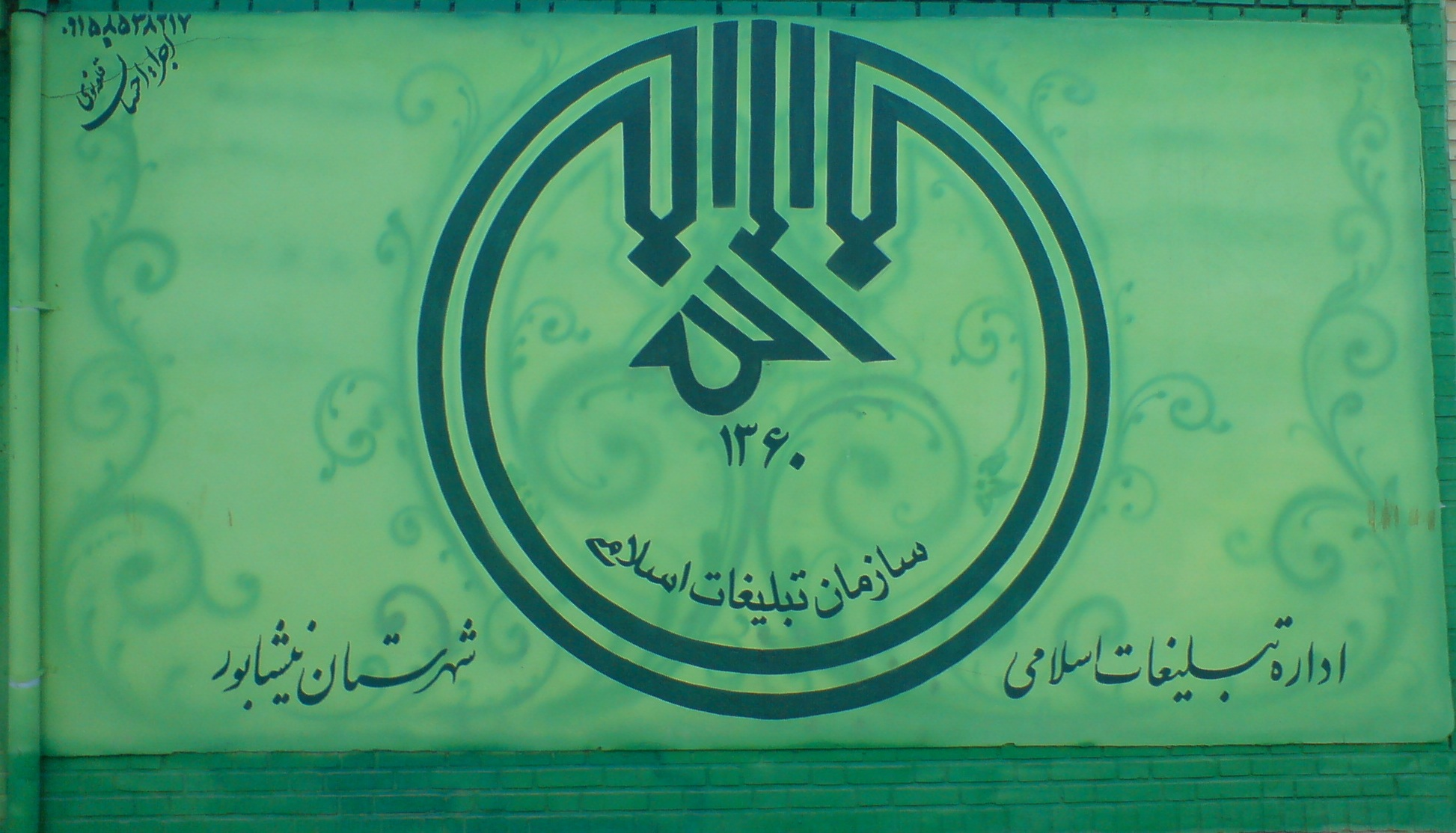
Логотип Организации исламской пропаганды

Организация исламской пропаганды (перс. سازمان تبلیغات اسلامی‎ Сазман-э Таблигат-э Эслами) находится под управлением Верховного руководителя Исламской республики Иран. С 2001 года руководителем организации является Сеид Махди Хамуши. Ранее руководителями организации были Ахмад Дженати, Махмуд Мохаммади Эраги. До этого организация управлялась советом, состоящим из Хегани, Ширази, Дженати, Мехдави Кони и Амами Кашани. Первый устав ведомства был подписан аятоллой Хомейни.

## Отделы
Организация исламской пропаганды имеет три отдела:
- отдел исследований и образования;
- отдел по делам культуры и пропаганды;
- отдел по делам управления и имущества.

## Организации, связанные с Организацией исламской пропаганды
- Исследовательский центр «Бакер-е оль-Олюм»
- Университет «Суре»
- Информационное агентство «Мехр»
- Организация «Кетаб-е Шахр»
- Газета «Tehran Times» на английском языке

## Обязанности Организации исламской пропаганды
- Контроль за исламской пропагандой
- Создание основы для появления правоверных сил, создание исламских сообществ и контроль за их деятельностью
- Возрождение известности, культуры и истории шиизма всеми возможными способами
- Исследования в области пропаганды для борьбы с навязыванием культуры зарубежных стран
- Проведение исследований на тему, в каких проявлениях культуры нуждается население страны, в особенности иранская молодежь
- Публикация книг и изданий, знакомящих с исламской культурой и цивилизацией и раскрывающих сущность Исламской революции; проведение исследований в области экономики, политики, культуры в исламском государстве; поддержка исследователей.
- Сотрудничество с министерствами и правительственными организациями для распространения культуры и исламского образования в правительственных ведомствах
- Образование учебных заведений и университетских центров и управление ими с целью обучения работников для организации исламской пропаганды
- Поддержка исламских сообществ
- Проведение конференций, торжественных мероприятий и международных выставок с целью распространения исламской культуры
- Наблюдение за правильностью переводов религиозных текстов и т.д.